# 日本臨床シミュレーション機構
日本臨床シミュレーション機構（にほんりんしょうしみゅれーしょんきこう）は、日本の医療に関連する幅広い領域のシミュレーション研修のアイデア企画、システム開発、システム構築などを行う開発者集団。様々な医療関連のシミュレーション開発においてシンクタンクの役割を持つ。英文名称はJapan Clinical Simulation Organization で、略称は JCSO。

## 背景
臨床シミュレーションとは、医学教育に方法論としてシミュレーションを導入し、さらに臨床の現場環境を様々な手法を用いて再現し、そこで医療に関する手技を研修するものである。医療がチーム医療により行われる場合が多いため、研修もグループで行う場合が多い。心肺蘇生講習は、臨床シミュレーションの代表的な例である。臨床医学シミュレーション研修の開発は欧米諸国ですすめられており、日本では海外からの導入が多い。しかし、医療システム、各職種の定義などは、国により異なる場合があり、日本でも固有のシミュレーション研修を開発する必要があり、脳卒中の初期診療のシミュレーション研修として国内の研究者の手により脳卒中初期診療コース（ISLSコース）が開発され海外に提案されるなど開発者側の機運も高まっている。本機構はこのようなニーズを背景に発足した開発者集団である。また、国内外でのコース運営や開催を支援する活動も重視している。

## 沿革
- 2007年（平成19年）4月1日 発足

事務局：530-0001 大阪市北区梅田1丁目1番3号大阪駅前第3ビル25階

## 活動内容
2007年10月 一般医家、研修医、救急外来スタッフなどを対象とした外傷初期診療の入門ミニコースの開発を監修・テキストとして「外傷初期診療入門セミナー」を出版。
2008年5月 エマルゴ研修システム（ETS）のための副読本である「事故・災害時のMCガイド-現場から病院までのメディカルコマンド＆コントロール」の翻訳出版を監修。
2009年6月 ISLSのファシリテーターやコーディネーターの申請・登録等の作業を担当するISLS事業部を設置、申請・登録の受付、認定カードの作成等を開始。
2009年10月 DCLSのシステム構築を担当するDCLS事業部を設置。
2010年11月 JDMETによるEmergo Train Systemの国内導入のコース運営を担当するETS事業部を設置.
2011年12月 シンクタンク部門と事業部を分離することとし、ETS事業部をJDMETに移管するとともに2012年1月より残りの事業部をJDMETに移管.

## 加盟組織
- 北陸救急災害医療機構
- 岐阜救急災害医療研究開発機構
- 地域救急災害医療研究開発機構